# 데 팍토
데 팍토(라틴어: De facto)는 사실상(事實上)의 의미로 쓰이는 표현으로, 법적으로 공인된 사항이 아니더라도 실제 존재하는 사례를 가리키는 말이다. 현실에서 일어난 일을 가리킨다는 점에서 법적으로 일어난 (법에 의해 인정된) 일을 가리키는 데 유레(De jure)와 대비되어 사용된다. 널리 인정되는 비공식적 관습을 데 팍토 표준(de facto standard; 사실상 표준)이라 부르기도 한다.
사회과학에서 데 팍토 표준이기도 한 자발적 표준은 코디네이션 문제의 일반적인 해결책이다.

## 같이 보기
- 데 유레